# Ajla Tomljanović
Ajla Tomljanović (Zagreb, 7 de mayo de 1993) es una tenista profesional croata-australiana. Es la exjunior n.º 4 del mundo. Se asoció con Christina McHale para ganar el Abierto de Australia 2009 en Dobles júnior femenino. Tomljanović ganó su primer evento ITF individual en enero de 2010.
El 2 de septiembre de 2022, derrota a la norteamericana Serena Williams por 7-5, 6-7(4) y 6-1 en la tercera ronda del Abierto de los Estados Unidos, tras 3 horas y 5 minutos de partido, significando el retiro del tenis profesional de la norteamericana tras 25 años de carrera.

## Títulos WTA (0; 0+0)

### Individual (0)
| Leyenda                    |
| -------------------------- |
| Grand Slam (0)             |
| Juegos Olímpicos (0)       |
| WTA Tour Championships (0) |
| Premier Mandatory (0)      |
| Premier 5 (0)              |
| Premier (0)                |
| International (0)          |

#### Finalista (5)
| N.º | Fecha                    | Torneo       | Superficie    | Oponente en la final | Resultado        |
| --- | ------------------------ | ------------ | ------------- | -------------------- | ---------------- |
| 1.  | 15 de febrero de 2015    | Pattaya City | Dura          | Daniela Hantuchová   | 6-3, 3-6, 4-6    |
| 2.  | 5 de mayo de 2018        | Rabat        | Tierra batida | Elise Mertens        | 2-6, 6-7(4)      |
| 3.  | 23 de septiembre de 2018 | Seúl         | Dura          | Kiki Bertens         | 6-7(2), 6-4, 2-6 |
| 4.  | 3 de febrero de 2019     | Hua Hin      | Dura          | Dayana Yastremska    | 2-6, 6-2, 6-7(3) |
| 5.  | 23 de junio de 2024      | Birmingham   | Césped        | Yulia Putintseva     | 1-6, 6-7(8)      |

## WTA 125s (1; 1+0)

### Individuales

#### Títulos (1)
| N.º | Fecha                   | Torneo        | Superficie    | Oponente        | Resultado |
| --- | ----------------------- | ------------- | ------------- | --------------- | --------- |
| 1.  | 26 de noviembre de 2023 | Florianópolis | Tierra batida | Martina Capurro | 6-1, 7-5  |

## Títulos WTA 125s

### Individual (1–0)
| Resultado | N.º | Fecha                   | Torneo        | Superficie    | Oponente        | Puntaje  |
| --------- | --- | ----------------------- | ------------- | ------------- | --------------- | -------- |
| Campeona  | 1.  | 26 de noviembre de 2023 | Florianópolis | Tierra batida | Martina Capurro | 6-1, 7-5 |

## ITF

### Individuales (4)
| Torneos de $100 000 |
| Torneos de $75 000  |
| Torneos de $50 000  |
| Torneos de $25 000  |
| Torneos de $10 000  |

| Resultado   | N.º | Fecha                   | Torneo                      | Superficie | Oponentes          | Resultado          |
| ----------- | --- | ----------------------- | --------------------------- | ---------- | ------------------ | ------------------ |
| Subcampeona | 1.  | 29 de noviembre de 2009 | Puebla, México              | Dura       | Naomi Broady       | 6-7(4-7), 3-6      |
| Campeona    | 2.  | 17 de enero de 2010     | Plantación, Estados Unidos  | Arcilla    | Johanna Larsson    | 6–3, 6–3           |
| Subcampeona | 3.  | 4 de abril de 2010      | Pelham, Estados Unidos      | Arcilla    | Edina Gallovits    | 2-6, 0-6           |
| Subcampeona | 4.  | 16 de mayo de 2010      | Praga, República Checa      | Arcilla    | Lucie Hradecká     | 1-6, 6-7(4-7)      |
| Campeona    | 5.  | 13 de marzo de 2011     | Clearwater, Estados Unidos  | Dura       | Sesil Karatancheva | 7-6(7-3), 6-3      |
| Subcampeona | 6.  | 10 de abril de 2011     | Jackson, Estados Unidos     | Arcilla    | Marina Erakovic    | 1-6, 2-6           |
| Campeona    | 7.  | 29 de mayo de 2011      | Grado, Italia               | Arcilla    | Alexandra Cadanțu  | 6-2, 6-4           |
| Subcampeona | 8.  | 13 de enero de 2013     | Innisbroock, Estados Unidos | Arcilla    | Tadeja Majerič     | 2-6, 3-6           |
| Subcampeona | 9.  | 10 de febrero de 2013   | Midland, Estados Unidos     | Dura       | Lauren Davis       | 3-6, 6-2, 6-7(2-7) |
| Campeona    | 10. | 21 de abril de 2013     | Dothan, Estados Unidos      | Arcilla    | Zhang Shuai        | 2-6, 6-4, 6-3      |
| Subcampeona | 11. | 13 de octubre de 2013   | Macon, Estados Unidos       | Dura       | Anna Tatishvili    | 2-6, 6-1, 5-7      |

### Dobles (3)
| Torneos de $100 000 |
| Torneos de $75 000  |
| Torneos de $50 000  |
| Torneos de $25 000  |
| Torneos de $10 000  |

| Resultado   | N.º | Fecha                  | Torneo                                           | Superficie | Compañera       | Oponentes                              | Resultado           |
| ----------- | --- | ---------------------- | ------------------------------------------------ | ---------- | --------------- | -------------------------------------- | ------------------- |
| Campeona    | 1.  | 10 de mayo de 2009     | Zagreb, Croacia                                  | Arcilla    | Petra Martić    | Ksenia Milevskaya Anastasía Pivovárova | 6-3, 6-7(4-7), 10-5 |
| Subcampeona | 2.  | 3 de octubre de 2011   | Kansas City, Estados Unidos                      | Dura       | Jamie Hampton   | Maria Abramovic Eva Hrdinova           | 2-6, 6-2, 6-4       |
| Campeona    | 3.  | 24 de octubre de 2011  | Bayamón, Puerto Rico                             | Dura       | Chanel Simmonds | Victoria Duval Alexandra Kiick         | 6-3, 6-1            |
| Campeona    | 4.  | 7 de noviembre de 2011 | Goldwater Women's Tennis Classic, Estados Unidos | Dura       | Jamie Hampton   | María Sánchez Yasmin Schnack           | 3-6, 6-3, 6-3       |

## Clasificación en torneos del Grand Slam
| Torneo           | 2013 | 2014 | 2015 | 2016 | 2017 | 2018 | 2019 | 2020 | 2021 | 2022 | G-P   | Títulos |
| ---------------- | ---- | ---- | ---- | ---- | ---- | ---- | ---- | ---- | ---- | ---- | ----- | ------- |
| Australia        | -    | 2R   | 2R   | 1R   | -    | 1R   | 1R   | 2R   | 2R   | 1R   | 4-8   | 0/8     |
| Roland Garros    | Q2   | 4R   | 2R   | -    | 1R   | 1R   | 1R   | 1R   | 2R   | 2R   | 6-8   | 0/8     |
| Wimbledon        | 1R   | 1R   | 2R   | -    | -    | 1R   | 2R   | ND   | CF   | CF   | 10-7  | 0/7     |
| Estados Unidos   | 2R   | 1R   | 1R   | -    | 2R   | 2R   | 2R   | 1R   | 3R   | CF   | 10-9  | 0/9     |
| Ganados/Perdidos | 1-2  | 4-4  | 3-4  | 0-1  | 1-2  | 1-4  | 2-4  | 1-3  | 8-4  | 10-4 | 31-32 | 0/32    |